# チュクゥディエベレ・マドゥアバム
チュクゥディエベレ・マドゥアバム（Chukwudiebere Maduabum, 1991年3月19日 - ）は、ナイジェリアのプロバスケットボール選手。ラゴス出身。ポジションはパワーフォワード兼センター。B3リーグ・ヴィアティン三重バスケットボール所属。

## 来歴
ナイジェリアのラゴス出身。コマンド・デイ・セカンダリー・スクールを経てナイジェリア国内のドーダン・ウォリアーズ、カノ・ピラーズでプレーした。
2011年3月18日、NBA Dリーグのベーカーズフィールド・ジャムに加入した。6月23日、2011年のNBAドラフトでロサンゼルス・レイカーズに56位指名された。彼の権利はドラフトの夜にデンバー・ナゲッツにトレードされた。
2012年1月24日、マドゥアバムはベーカーズフィールド・ジャムに再加入した。しかし、2012年2月1日、負傷のため1試合でウェイブされた。同年7月、NBAサマーリーグにデンバー・ナゲッツの一員として3試合に出場した。
2013年1月、カタールのアルシャマルSCに加入し、8試合で平均9.4ポイント、8.5リバウンド、3.6ブロック、1.0アシストを記録した。同年11月、エストニアのBCタリンナ・カレフと契約し、5試合に出場。2014年1月、モンゴルのハシイン・クレグードと契約。オールスターでプレーし、リーグ優勝を果たした。11月にDリーグに戻り、フォートウェイン・マッドアンツと契約し、4試合で平均4.8ポイントと4.0リバウンドを記録した。2015年1月、BCタリンナ・カレフに復帰し、1試合平均7.6ポイント、5.1リバウンドでシーズンを終えた。8月、アイスランドのケプラヴィークに加入。翌月、フィンランドのタンゲーン・ピリトに加入し、8試合で平均2.1ポイントと3.4リバウンドを記録した。2016年、モンゴルのゲギエン・カンガイ・リーダーでプレーした。
2016年9月、B.LEAGUE（B2）の鹿児島レブナイズと契約。2016-17シーズンの51試合に出場し、1試合12.3得点、9.1リバウンド、2.4ブロックを記録。ブロックショット数はB2リーグランキング1位となった。
2017-18シーズンは茨城ロボッツに移籍し、60試合に出場。
2018-19シーズンはパスラボ山形ワイヴァンズに所属し、54試合に出場。1試合14.3得点、9.2リバウンド、2.6ブロックを記録し、2シーズンぶりにB2ブロックショット数ランキングで1位を獲得した。
2019-20シーズンも山形と契約したが負傷により13試合の出場に止まる。
2020年7月、ライジングゼファーフクオカと短期契約し、13試合に出場。同年11月、B3リーグのトライフープ岡山に移籍。
2023年6月、B3リーグの東京ユナイテッドバスケットボールクラブに移籍した。
2024年7月、ヴィアティン三重バスケットボールに移籍した。